# Hanford (Kalifornia)
Hanford település az Amerikai Egyesült Államok Kalifornia államában, Kings megyében, melynek megyeszékhelye is. Lakosainak száma 57 990 fő (2020. április 1.).

## Népesség
A település népességének változása:

| 2010 | 53 967 |
| 2020 | 57 990 |